# Rocus de Vrije Vogel
Rocus de Vrije Vogel (soms ook Rokus met een k) is een personage uit de eerste serie van Nederlandse poppenserie De Fabeltjeskrant. Hij speelde sporadisch mee van 1969 tot 1972.
Rocus is een geel met roze vogel met sierlijke lijnen op zijn snavel en bloemetjes op zijn kop, een typisch kind van de flowerpower. Bij onenigheid onder de dieren probeert Rocus te bemiddelen. Hij is goed bevriend met Isadora Paradijsvogel. 
Heb je last van wintertenen? is een bekend liedje van hem dat in 1970 op de toonzetting van een carnavalsschlager op single werd uitgebracht (op de hoes daarvan staat Rokus met een k), met op de B-kant daarvan Het Praathuislied van Bor de Wolf, een ander personage uit De Fabeltjeskrant.
Rocus de Vrije Vogel heeft een Amerikaans accent. Zijn stem werd ingesproken door Aart Staartjes.